# St. Paulus (Perlach)

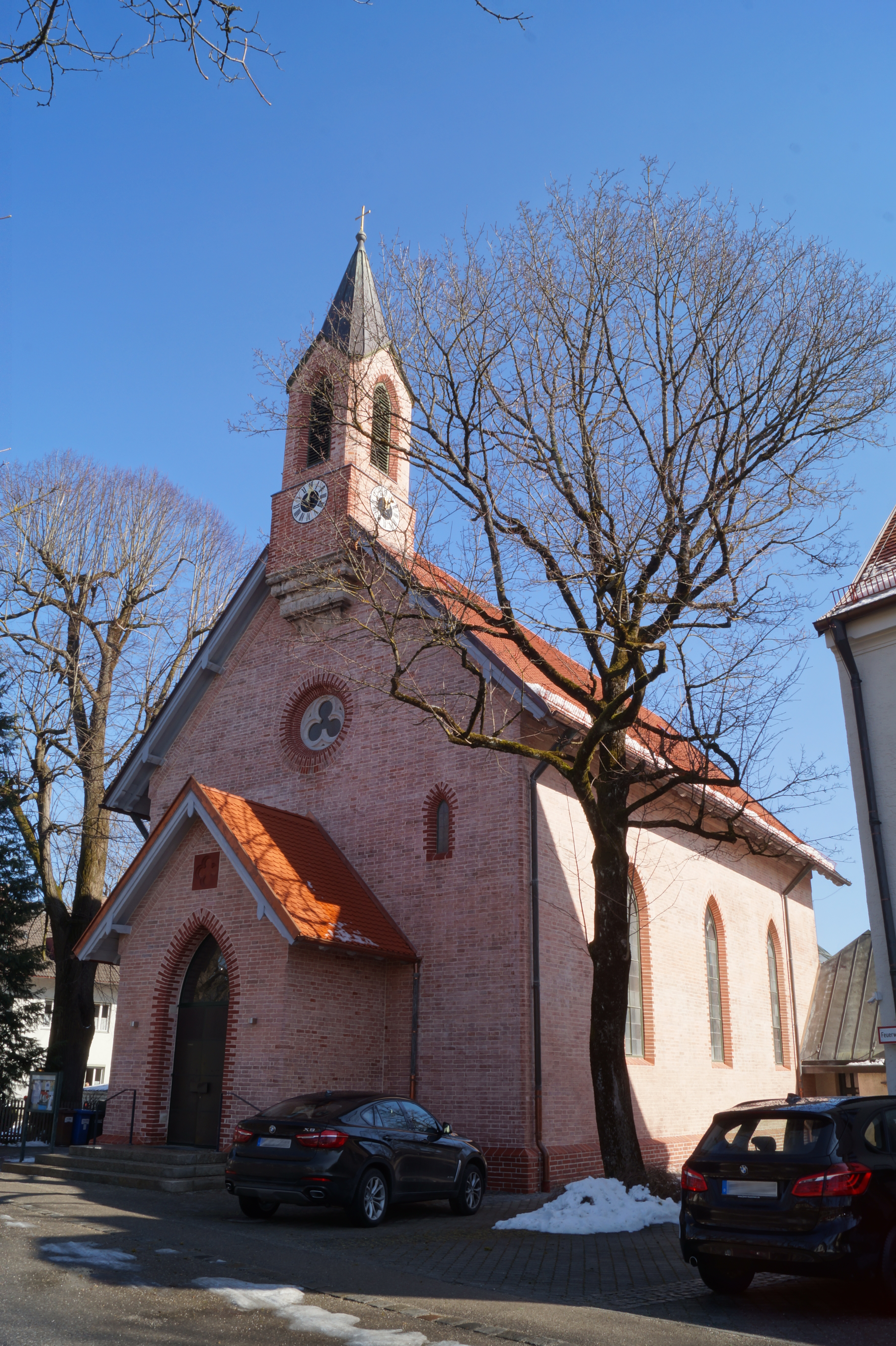
St. Paulus im Winter

Die evangelisch-lutherische Pfarrkirche St. Paulus im Münchner Stadtteil Perlach in der Sebastian-Bauer-Straße 21 ist als älteste erhaltene evangelische Kirche in München ein geschütztes Baudenkmal mit der Denkmalnummer D-1-62-000-6417.

## Geschichte
Im Jahr 1816 zogen Protestanten aus der pfälzischen Kleinstadt Edenkoben nach Perlach, wo sie sich für die Gründung einer protestantischen Gemeinde einsetzten. 1817 entstand die protestantische Schul- und Kirchengemeinde Perlach. Im Herbst 1819 wies sie 14 Familien auf, fast 100 Personen, darunter 18 schulpflichtige Kinder. Protestantische Gottesdienste fand seit dem 11. Mai 1834 statt, anfangs in Schulzimmern und privaten Wohnungen. Es gab den Wunsch nach der Errichtung eines Vikariats und einer eigenen Kirche oder wenigstens eines Bethauses, aber die Finanzierung war unklar.
Von König Ludwig I. wurde eine Kirchenbaukollekte in ganz Deutschland genehmigt. Die Spenden kamen aus allen Teilen Bayerns und Deutschlands und waren mit über 9.029 Gulden recht hoch. So war es möglich, den Bau einer kleinen Kirche zu finanzieren.
Der Architekt Georg Friedrich Ziebland, selbst Protestant, wurde mit einem Entwurf beauftragt. Am 5. Dezember 1846 kam er persönlich nach Perlach, um den Bauplatz zu besichtigen.
Nach dem Baubeginn am 11. Mai 1848 wurde am 18. Juni der Grundstein unter dem Altar eingemauert. Im August wurde der Dachstuhl errichtet, aber beim Unterbau des Turmes entstanden Verzögerungen, die die Fertigstellung des Bauwerks im Jahre 1848 verhinderten. Die Gestaltung des Innenraumes durch Ziebland war protestantisch schlicht, lediglich durch den silbergrauen Anstrich von elf Gewölberippen wurden Akzente gesetzt. Die Kirchweihe fand am 9. September 1849 statt.
Die erste Orgel wurde bald nach Fertigstellung auf eine nachträglich eingezogene Empore umgesetzt. Diese war anfangs nur für das Instrument und den Organisten gedacht, wurde später aber erweitert.
Zum 75-jährigen Jubiläum, am 14. September 1924, erhielt die Kirche ihren heutigen Namen nach dem Apostel Paulus.
Die Kirche ist im Wesentlichen in ihrer Substanz erhalten geblieben, trotz mehrerer Umbauten im Geschmack der jeweiligen Zeit, die stellenweise weit vom Entwurf Zieblands entfernt waren. So wurde die Ausstattung komplett erneuert und verändert. 2007 wurden einige Eingriffe wieder rückgängig gemacht, der ursprüngliche Zustand konnte aber nicht mehr hergestellt werden.

## Architektur und Ausstattung

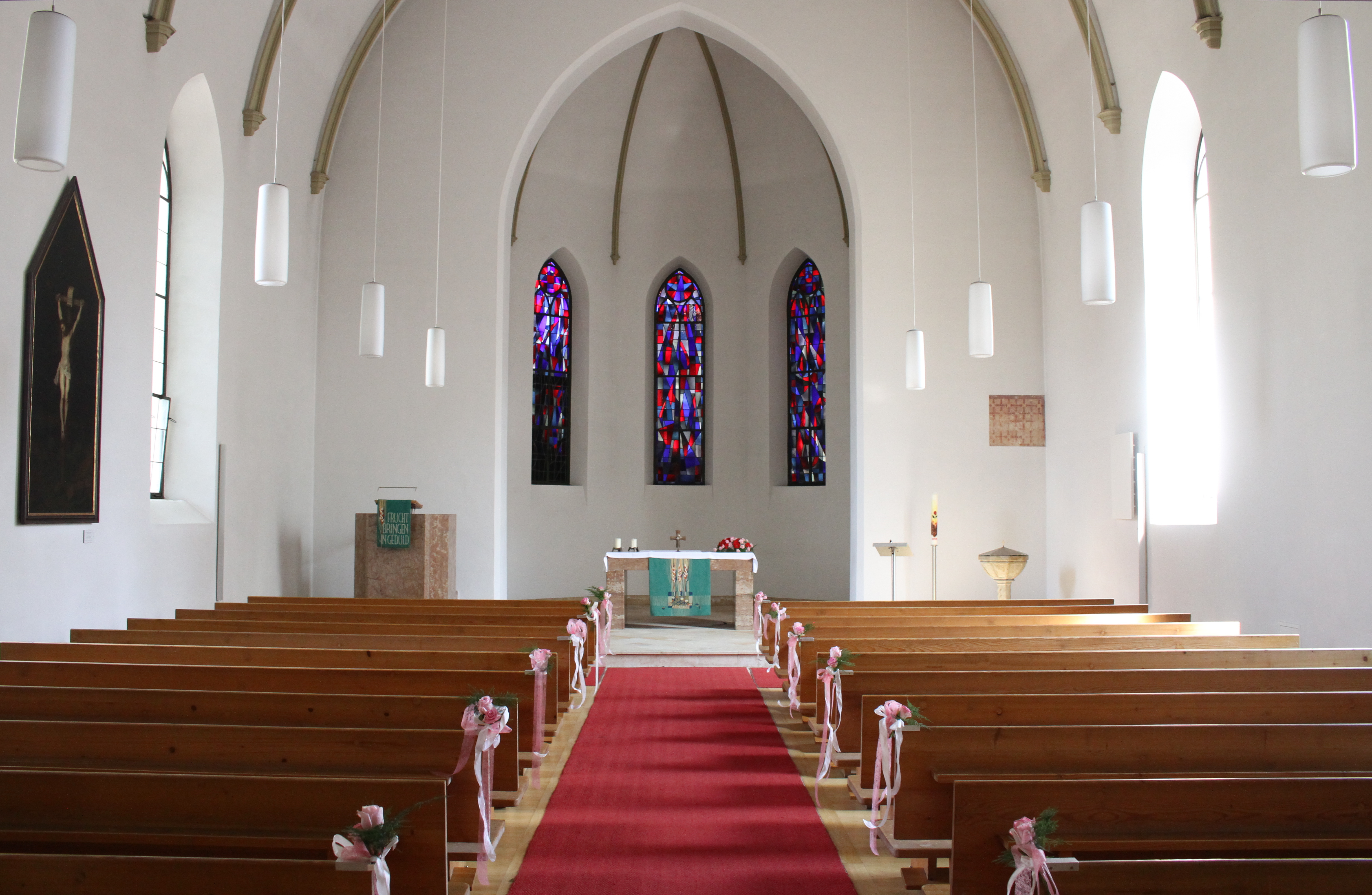
Innenraum heute

Die Kirche ist ein rechteckiger neugotischer Saalbau mit Giebelreiter über der Eingangsfront und einem Chorraum, dessen Apsis aus fünf Teilen eines Oktogons besteht.
Die Kirche ist in ihrer äußeren Form sehr schlicht, die Seitenwände und die Apsis besitzen jeweils drei gotische Fenster.
Das Innere der Kirche wird durch das spitzförmig zulaufende Tonnengewölbe geprägt. Gegliedert wird diese Fläche durch dünne Rippen, die auf kleinen Konsolen ruhen. Auch in der Apsis werden die Grate durch solche, hier kleiner ausgeführte Rippen betont. Die ursprüngliche Innenausstattung war reichlich mit gotischen Stilelementen versehen, sie ist aber nach zahlreichen Ausstattungsänderungen heutzutage ganz zurückhaltend und schlicht gestaltet.
Das ehemalige Altarbild hängt seit der Umgestaltung des Innenraums an der Nordwand. Es handelt sich um eine Kopie des sogenannten Münchner Kruzifixus von Peter Paul Rubens.
1964 wurde durch die Firma Nenninger die heutige Orgel eingebaut. Sie verfügt über 17 Register auf zwei Manualen und Pedal.

## Renovierung im Jahr 2016/2017

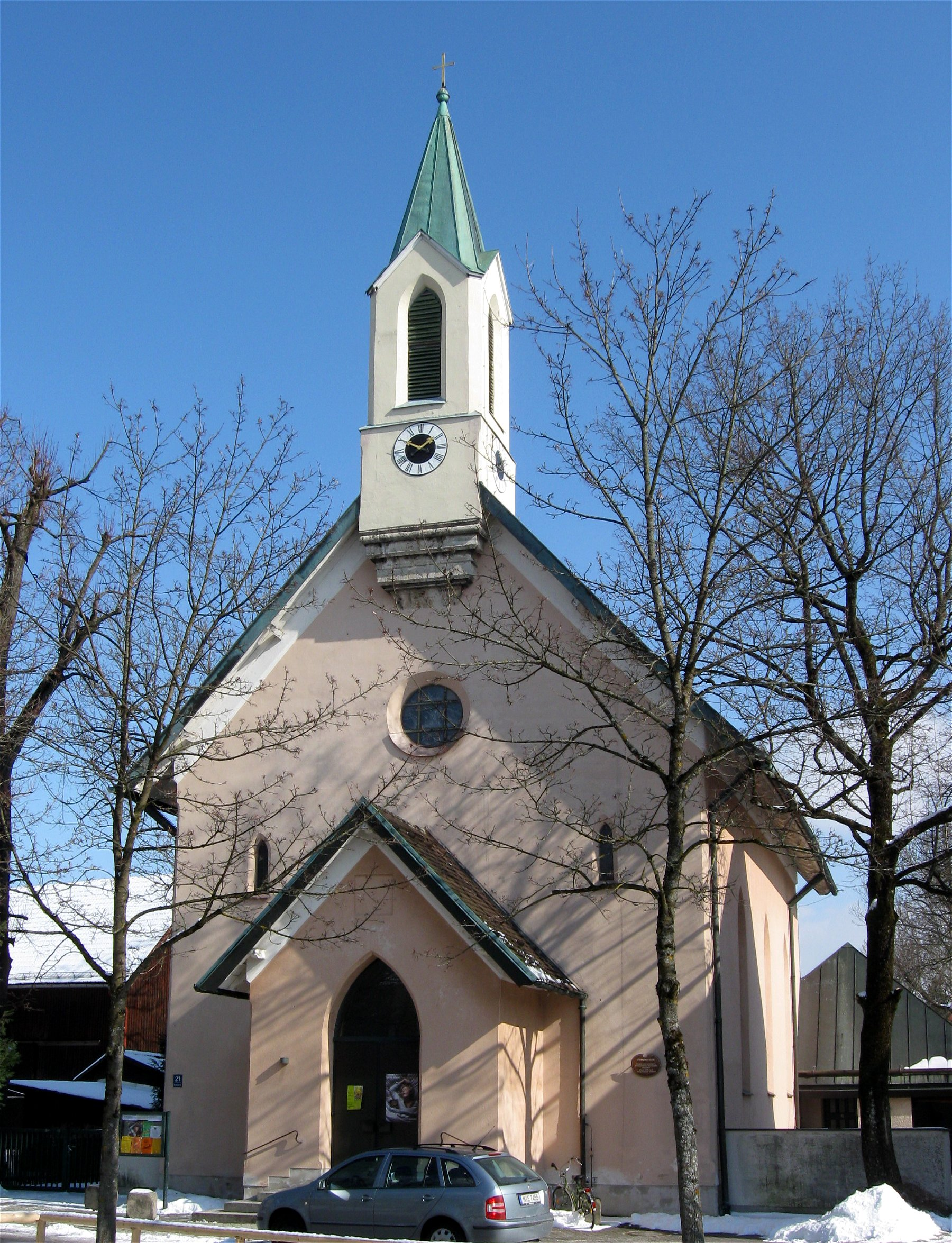
Zustand vor Renovierung 2016/17

In den Jahren 2016/2017 wurde das Kirchendach und -turm sowie die Außenwände komplett renoviert. Das Dach wurde neu geschindelt, der Turm mit einem neuen Kupferbeschlag ausgestattet und die Wände vom Putz befreit. Die darunterliegenden Backsteine wurden geschliffen und zweifarbig gestaltet.

## Pfarrhaus

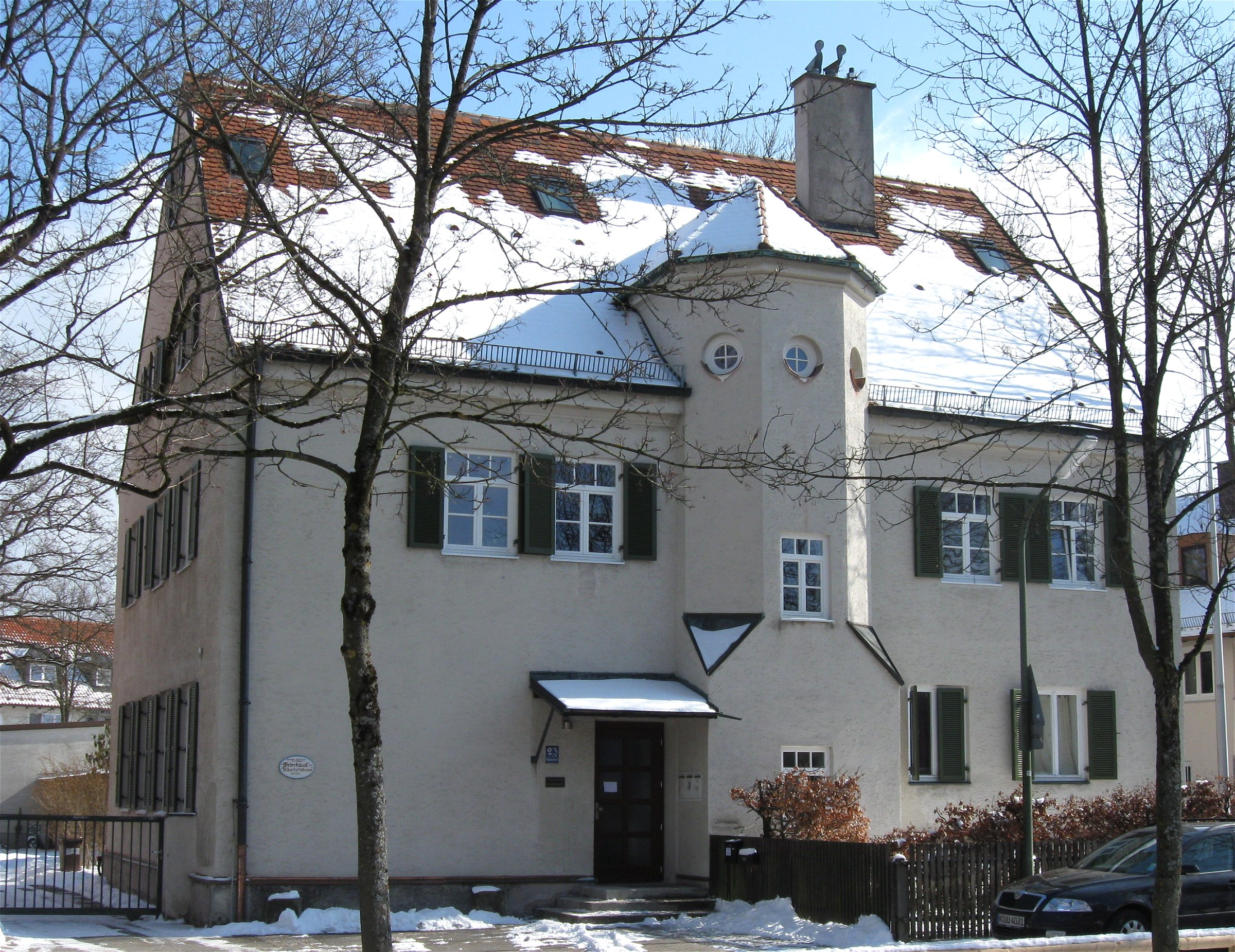
Pfarrhaus daneben

Das neben der Kirche 1902 errichtete Pfarrhaus ist ebenfalls ein geschütztes Baudenkmal und passt mit seiner von Theodor Fischer konzipierten Architektur recht gut zur schlichten Kirche.
Siehe auch: Liste der Baudenkmäler in Perlach